# Ftalimida
A ftalimida é una imida derivada do ácido ftálico com dois grupos carbonilo unidos a uma amina secundária. É um sólido branco à temperatura ambiente.

## Propriedades físicas
Cristais incolores pouco solúveis em água, solúvel em ácido acético, etanol, soluções aquosas básicas e benzeno aquecido. Insolúvel em benzeno frio, ligroína, clorofórmio.

## Preparação
A ftalimida pode-se preparar por aquecimento de anidrido ftálico com amoníaco aquoso dando 95-97% de rendimento. 
Alternativamente, pode-se preparar mediante a fusão do anidrido com carbonato de amónia.

## Aplicações
A ftalimida utiliza-se em plásticos, em síntese química e em pesquisa.